# Aristide Briand
Aristide Briand (n. 28 martie 1862 – d. 7 martie 1932) a fost un politician și om de stat francez, care a ocupat în mai multe rânduri funcția de prim ministru al Franței. În 1926 a primit Premiul Nobel pentru Pace.

## Tinerețea și începuturile carierei politice
Aristide Briand s-a născut la Nantes într-o familie burgheză înstărită. A studiat dreptul și, la scurtă vreme după obținerea licenței, a intrat în politică, alăturându-se celor mai avansate mișcări ale vremii, scriind articole pentru ziarul anarhist Le Peuple și conducând o perioadă ziarul Lanterne . De aici a trecut la ziarul Petite République, pe care l-a părăsit pentru a fonda, alături de Jean Jaurès, ziarul L'Humanité. 

## Activismul politic
În tot acest timp, Briand a fost unul dintre cei mai impotanți activiști ai mișcării pentru înființarea sindicatelor și, la congresul celor ce muncesc din Nates  (1894), el a asigurat adoptarea ideilor sindicaliste împotriva celor ale aderenților lui Jules Guesde. Din acel moment, Briand a devenit unul dintre liderii Partidului Socialist Francez. În 1902, după mai multe încercări eșuate, a fost ales deputat. El s-a declarat cu toată puterea de partea unității de acțiune a  stângii politice în ceea ce a devenit cunoscut ca Blocul, pentru a contracara acțiunile deputaților reacționari de dreapta. Încă de la începutul carierei sale politice în Camera deputaților, Briand a fost preocupat de problema separării statului de biserică. A fost numit raportor al comisiei pentru pregătirea legii pentru separarea statutului față de biserică, iar raportul său l-a propulsat în fruntea scenei politice ca pe un viitor lider. El a reușit să-și promoveze legea cu unele mici modificări, reușind să nu piardă sprijinul niciunui partid dispus la început să-l sprijine. 
El a fost principalul autor al legii separării dintre stat și religie, dar s-a preocupat și de aplicarea ei, în special ținând seama că ministrul însărcinat cu punerea în practică a legii, Maurice Rouvier, a permis abuzuri în timpul preluării inventarului proprietăților bisericii. Ca urmare, Briand a acceptat portofoliul învățământului public și cultelor în guvernul Sarrien (1906). Deși ministeriatul său s-a dovedit a fi un succes, datorită faptului că  a acceptat să fie ministru într-un guvern burghez, Briand a fost exclus din Partidul Socialist Unit (martie 1906). În conflictul său cu Jaurès, Briand era susținătorul ideii cooperării cu radicalii în problemele reformelor, nu a păstrării unei rezerve pline de precauție față de ideile lor.

## Prim-ministru al Franței
Briand i-a succedat lui Clemenceau ca prim-ministru în 1909 – 1911  și în 1913.  În octombrie 1915, după o serie de înfrângeri ale francezilor pe frontul de vest al primului război  mondial, Briand a devenit din nou prim-ministru și pentru  prima oară a deținut și portofoliul externelor, înlocuindu-i pe René Viviani și pe Théophile Delcassé.  Guvernarea sa nu a fost una plină de succese, Briand demisionând în martie 1917 în urma disensiunilor cu privire la Ofensiva Nivelle, fiind succedat de Alexandre Ribot.
Briand a revenit la putere în 1921, dar eforturile pentru a ajunge la o înțelegere cu privire la reparațiile datorate de Germania au eșuat datorită intransigenței crescânde a  celor din urmă, fiind succedat de Raymond Poincaré. În momentele care au precedat declanșarea Crizei Ruhrului, atitudinea mai conciliantă al lui Briand a cauzat, printre altele, revenirea sa la Quai d'Orsay în 1925, rămânând în funcție până la moarte. Briand  a negociat așa-numita Înțelegere Briand-Ceretti cu Vaticanul, care a oferit guvernului francez un anumit rol în numirea episcopilor catolici. 
Aristide Briand a primit în 1926 Premiul Nobel pentru Pace, împreună cu Gustav Stresemann din Germania, pentru Tratatele de la Locarno. (Austen Chamberlain din Regatul Unit câștigase Premiul Nobel pentru pace cu un an mai devreme pentru aceleași Tratate de la Locarno). Propunerea lui Briand și a lui Frank B. Kellogg (1927) pentru semnarea unui pact universal de scoatere în afara legii a războiului a dus anul următor la semnarea Pactului de la Paris, cunoscut și ca Pactul Kellogg-Briand.